# Hamza Hamzaoğlu
Hamza Hamzaoğlu (* 15. Januar 1970 in Komotini) ist ein ehemaliger türkischer Fußballspieler und -trainer.

## Spielerkarriere

### Jugend
Hamzaoğlu kam als Sohn von Rumelien-Türken im griechischen Komotini zur Welt. Später siedelte er mit seiner Familie in die Türkei über und ließ sich in Izmir nieder. Hier begann er mit dem Vereinsfußball in der Jugend des ehemaligen Traditionsklubs Izmirspor.

### Izmirspor
1988 wurde er als Profispieler in den Mannschaftskader von Izmirspor aufgenommen und fand in kürzester Zeit einen Platz in der Stammformation. Bereits in seiner ersten Saison, der Saison 1988/89, wurde er mit seiner Mannschaft Meister der Türkiye 3. Futbol Ligi und stieg dadurch in die Türkiye 2. Futbol Ligi auf. 1991 wurde er dann zum ersten Mal für die türkische U-21 Nationalmannschaft nominiert und spielte fortan hier regelmäßig. Durch seine Einsätze in der U-21 wurden mehrere größere Vereine auf ihn aufmerksam.

### Galatasaray
Galatasaray Istanbul handelte als erster und band den Youngster im Sommer 1991 für zwei Jahre an sich. Hier fand er auf Anhieb das Vertrauen vom Trainer Mustafa Denizli und wurde Stammspieler. In seiner zweiten Saison bekam er mit Karl-Heinz Feldkamp einen neuen Trainer. Dieser krempelte die Mannschaft um und sortierte viele gestandene Profis aus. Hamzaoğlu zählte zu den wenigen alten Spielern, auf die Feldkamp setzte. Die in den letzten Jahren enttäuschend spielende Mannschaft wurde unter Feldkamp auf Anhieb Meister der Süper Lig, Sieger des türkischen Fußballpokals und Sieger des türkischen Fußball-Supercups. In der Saison 1993/94 gelang ihm mit seiner Mannschaft die Titelverteidigung der Meisterschaft. In der UEFA Champions League 1993/94 Saison warf man den haushohen Favoriten Manchester United in der 2. Runde aus dem Wettbewerb und qualifizierte sich als erste türkische Mannschaft für die neugestaltete UEFA Champions League. In der Saison 1994/95 erreichte man mit dem neuen Trainer Reinhard Saftig die Herbstmeisterschaft der Süper Lig und nahm wieder erfolgreich an der Champions League teil. Mit Beginn der Rückrunde erlebte die Mannschaft einen enormen Leistungseinbruch und entfernte sich von der Tabellenspitze. Daraufhin wurde Saftig als erster Trainer in der Vereinsgeschichte in der laufenden Saison entlassen und die Saison wurde mit dem Interimstrainer Müfit Erkasap beendet.

### İstanbulspor
Zur Saison 1995/96 stieg İstanbulspor in die Süper Lig auf. Zuvor wurde der Verein von dem Milliardär Cem Uzan aufgekauft. Dieser wollte mit İstanbulspor eine Alternative zu den drei großen Istanbuler Vereinen Galatasaray Istanbul, Fenerbahçe Istanbul und Beşiktaş Istanbul schaffen. So wurden ohne Scheu vor Kosten nationale und internationale Stars wie Oleg Salenko, Peter van Vossen, John van den Brom, Saffet Akyüz, Emre Aşık, Sergen Yalçın, Oğuz Çetin, Tanju Çolak etc. eingekauft. Unter den verpflichteten Spielern befand sich auch Hamza Hamzaoğlu. Als Trainer stellt man Leo Beenhakker ein. Die erste Saison verlief nicht wie erwartet und die Mannschaft belegte trotz großer Investitionen einen enttäuschenden 13. Platz. Hamzaoğlu war jedoch einer der wenigen Spieler, die durchgängig zu überzeugen wussten. Die nächste Spielzeit belegte man mit dem deutschen Trainer Herbert Neumann den sechsten Tabellenplatz. Die Saison 1997/98 steigerte man diesen Erfolg und belegte den fünften Tabellenplatz.

### Siirt JetPAspor
Am Ende der Spielzeit 1998/99 entschied der Klubinhaber Cem Uzan sich dafür sein Projekt İstanbulspor wegen zu wenig Zuspruch von Seiten der Fans aufzugeben und stellte viele Spieler zum Verkauf frei. So wechselte Hamzaoğlu zum damaligen Zweitligisten Siirt JetPAspor. Auch hier war mit Fadıl Akgündüz und seinem Unternehmen JetPa ein finanzstarker Mäzen tätig. Neben Hamzaoğlu verpflichtete man auch solche Stars wie Alpay Özalan, Sergen Yalçın, Ceyhun Eriş, Oktay Derelioğlu etc. Zum Saisonende erreichte man die Vizemeisterschaft der TFF 1. Lig und damit den direkten Aufstieg in die Süper Lig. Hamzaoğlu spielte noch eine Spielzeit in der Süper Lig für den Klub und trennte sich zum Saisonende, nachdem der Verein den Klassenerhalt nicht geschafft hatte.

### Alanyaspor & Yimpaş Yozgatspor
Zur anstehenden Saison 2001/02 wechselte er erst zu Alanyaspor und einen Monat später zum damaligen Erstligisten Yimpaş Yozgatspor. Bei Yozgatspor spielte er eine Saison lang regelmäßig. Nachdem auch diesem Verein der Klassenerhalt zum Saisonende misslang trennte sich Hamzaoğlu auch von diesem Klub.

### Konyaspor
Für die anstehende Saison einigte er sich für eine Saison mit dem Zweitligisten Konyaspor. Hier spielte er eine Saison lang als Leistungsträger und Kapitän und hatte maßgeblichen Anteil an der Meisterschaft der TFF 1. Lig und dem direkten Aufstieg in die Süper Lig. Da sein Vertrag zum Saisonende nicht verlängert wurde, musste er auch diesen Verein verlassen.

### Beylerbeyi SK
Im Sommer 2003 wechselte er zum Drittligisten und damaligen Zweitklub Galatasarays, zu Beylerbeyi SK. Hier spielte er noch eine Spielzeit. Im Sommer 2004 beendete Hamzaoğlu nach einer schweren Verletzung seine Spielerkarriere.

### Nationalmannschaft
Hamzaoğlu spielte 1991 viermal für die türkische U-21. Im Sommer nahm er mit der olympischen Auswahl der Türkei an den Mittelmeerspielen in Athen teil und gewann die Silbermedaille. 1993 spielte er bei einem Qualifikationsspiel für die WM 1994 gegen die norwegische Nationalmannschaft einmal für die türkische Nationalmannschaft.

## Trainerkarriere
Im Anschluss an seine Spielerkarriere entschied er sich, eine Trainerlaufbahn zu starten. Als erste Station übernahm er im Sommer 2004 den Co-Trainer-Posten seines ehemaligen Trainers Safet Sušić bei Konyaspor. Anschließend assistierte er bei Çaykur Rizespor erst Safet Sušić und anschließend dessen Nachfolgern Rıza Çalımbay und Samet Aybaba.
Ab März 2008 assistierte er für drei Monate erneut Safet Sušić, diesmal beim Erstligisten Ankaraspor.
Im November 2009 übernahm er seinen ersten Posten als Chef-Trainer und trainierte den Zweitligisten Malatyaspor für eine halbe Spielzeit.
Anschließend trainierte er in der Saison 2009/10 den Drittligisten Eyüpspor. Mit diesem Verein konnte er sich über lange Zeit an der Tabellenspitze festsetzen und verpasste den Aufstieg in die TFF 1. Lig erst im letzten Spiel.
Durch den Erfolg mit Eyüpspor wurde der Zweitligist Denizlispor auf Hamzaoğlu aufmerksam und verpflichtete ihn für die anstehende Saison. Mit diesem Verein erreichte er die Herbstmeisterschaft. In die Rückrunde startete sein Verein schlechter und entfernte sich von der Tabellenspitze. Daraufhin bot Hamzaoğlu der Vereinsführung seinen Rücktritt an. Die Vereinsführung akzeptierte den Rücktritt und 
ersetzte Hamzaoğlu wenig später durch Serhat Güller.
Hamzaoğlu selber löste im März 2011 beim Zweitligisten Akhisar Belediyespor Mehmet Atilla Özcan als Trainer ab und schaffte mit dem bereits als abgestiegen betrachteten Klub den Klassenerhalt. Zur neuen Saison baute er nach seinen Vorstellungen eine schlagkräftige Mannschaft auf und etablierte sich die komplette Spielzeit lang in den Aufstiegsplätzen. Zum Saisonende erreichte man völlig überraschend die Meisterschaft der TFF 1. Lig und damit den direkten Aufstieg in die Süper Lig. Nach diesem Erfolg wurde sein zum Saisonende auslaufender Vertrag um ein weiteres Jahr verlängert.
Nachdem der türkische Nationaltrainer Abdullah Avcı Ende August 2013 von seinem Amt zurückgetreten war, erklärte sich Fatih Terim dazu bereit, neben seiner Tätigkeit als Cheftrainer von Galatasaray Istanbul, bis zum Sommer 2014 auch die türkische Nationalmannschaft zu betreuen. Nach seinem Amtsantritt machte Terim Hamzaoğlu das Angebot, neben Hamzaoğlus Tätigkeit bei Akhisar Belediyespor Terim bei der Nationalmannschaft als Co-Trainer zu assistieren. Hamzaoğlu nahm das Angebot an. Vor dem 33. Spieltag der Saison 2013/14 erklärte Hamzaoğlu, dass er in der nächsten Saison seine Trainertätigkeit bei Akhisar nicht mehr fortsetzen werde. Nachdem ihm der Nationaltrainer Terim ihn aufgefordert hatte, sich für die kommende Saison entweder für die Nationalmannschaft oder Akhisar Belediyespor zu entscheiden, fiel Hamzaoğlus Entscheidung für die Co-Trainertätigkeit in der Nationalmannschaft und gegen Akhisar.
Anfang Dezember 2014 übernahm er Galatasaray Istanbul als Cheftrainer und folgte damit dem entlassenen Cesare Prandelli. Seine Mannschaft führte er am 33. Spieltag, dem vorletzten Spieltag der Saison zur 20. Meisterschaft. Am 18. November 2015 gab Galatasaray unerwartet die Trennung vom Hamzaoğlu bekannt.
Mitte Dezember 2015 wurde er beim Erstligisten Bursaspor als Cheftrainer eingestellt. Am 21. Januar 2017 wurde Hamzaoğlu entlassen. Im März 2019 übernahm er den abstiegsbedrohten Erstligisten Büyükşehir Belediye Erzurumspor.

## Erfolge

### Als Spieler
Mit Izmirspor
- Meister der TFF 2. Lig und Aufstieg in die TFF 1. Lig: 1988/89

Mit Galatasaray Istanbul
- Türkischen Meister: 1992/93, 1993/94
- Türkischer Pokalsieger: 1992/93
- Türkischer Pokalfinalist: 1993/94, 1994/95
- Pokal des Türkischen Sportjournalisten-Vereins: 1991/92, 1992/93

Mit Siirt Jet-Pa Spor
- Meister der TFF 1. Lig und Aufstieg in die Süper Lig: 1999/2000

Mit Konyaspor
- Meister der TFF 1. Lig und Aufstieg in die Süper Lig: 2002/03

Mit olympischer Auswahl der Türkei
- Silbermedaille Mittelmeerspiele: 1991

### Als Trainer
Mit Akhisar Belediyespor
- Meisterschaft der TFF 1. Lig und Aufstieg in die Süper Lig: 2011/12

Mit Galatasaray Istanbul
- Türkischer Meister: 2014/15
- Türkischer Pokalsieger: 2014/15
- Türkischer Supercup: 2015